# Profumo di donna
Profumo di donna è un film del 1974 diretto da Dino Risi, tratto dal romanzo Il buio e il miele di Giovanni Arpino del 1969.
Presentato in concorso al Festival di Cannes 1975, valse a Vittorio Gassman il premio per la migliore interpretazione maschile. Ai premi Oscar 1976 ottenne due candidature come miglior film straniero e migliore sceneggiatura non originale. È l’ultimo film dove ha recitato Alessandro Momo, il quale è morto poche settimane dopo la fine delle riprese a causa di un incidente con la moto.

## Trama
Il capitano in pensione Fausto Consolo, rimasto cieco e monco alla mano sinistra per via d'una granata esplosagli accidentalmente, decide di recarsi a Napoli dall'amico Vincenzo, anch'egli un militare privato tragicamente della vista. Fausto si fa dunque accompagnare in questo viaggio dalla recluta diciottenne Giovanni Bertazzi, soldato di leva assegnatogli come attendente.
I due partono in treno da Torino e la prima tappa è Genova, dove Fausto decide di passare alcune ore con Mirka, una prostituta. La seconda tappa del viaggio è Roma, dove Fausto parla con il cugino prete Carlo della sua condizione fisica, gli domanda se creda nel diavolo e in un inferno, e tra il serio e il faceto si fa benedire.
Finalmente a Napoli, Fausto viene corteggiato dalla giovane Sara; lei vorrebbe a tutti i costi occuparsi di lui, ma Fausto sembra infastidito da queste attenzioni. Fausto e Vincenzo tentano poi, maldestramente, di suicidarsi con le proprie pistole d'ordinanza, ma la paura impedisce loro di riuscire nell'intento. Nascosto da Sara in un casolare di campagna ormai abbandonato, per proteggerlo mentre si calmano le acque e l'inchiesta sullo sparo viene messa a tacere dalla polizia, Fausto infine cede e capisce che non può rifiutare l'aiuto e le attenzioni di Sara.

## Critica
(Gian Luigi Rondi, Il Tempo, 21 dicembre 1974)
(Walter Veltroni)

## Riconoscimenti
- 1976 - Premio Oscar
  - Candidatura Miglior film straniero (Italia)
  - Candidatura Migliore sceneggiatura non originale a Dino Risi e Ruggero Maccari
- 1975 - David di Donatello
  - Miglior regia a Dino Risi
  - Miglior attore protagonista a Vittorio Gassman
- 1975 - Nastro d'argento
  - Miglior attore protagonista a Vittorio Gassman
  - Candidatura Migliore sceneggiatura a Dino Risi e Ruggero Maccari
  - Candidatura Migliore colonna sonora a Armando Trovajoli
- 1975 - Globo d'oro
  - Miglior attore a Vittorio Gassman
  - Miglior attrice rivelazione a Agostina Belli
- 1975 - Grolla d'oro
  - Miglior attore a Vittorio Gassman
- 1975 - Festival di Cannes
  - Migliore interpretazione maschile a Vittorio Gassman
  - Candidatura Palma d'oro a Dino Risi
- 1976 - Premio César
  - Miglior film straniero (Italia)

## Remake
Nel 1992 fu realizzato un remake della pellicola, Scent of a Woman, diretto da Martin Brest ed interpretato da Al Pacino e Chris O'Donnell.